# Tjæreby Sogn (Hillerød Kommune)
 For alternative betydninger, se Tjæreby Sogn. (Se også artikler, som begynder med Tjæreby Sogn)
Tjæreby Sogn er en del af Hillerød Provsti (Helsingør Stift).
I 1800-tallet var Alsønderup Sogn anneks til Tjæreby Sogn. Begge sogne hørte til Strø Herred i Frederiksborg Amt. Hvert sogn dannede sin egen sognekommune. Midt i 1940'erne skiftede Tjæreby sognekommune navn til Harløse. Ved kommunalreformen i 1970 blev både Alsønderup og Harløse indlemmet i Hillerød Kommune.
I Tjæreby Sogn ligger Tjæreby Kirke og resterne af Æbelholt Kloster, hvor der nu holdes middelaldermarked.
I sognet findes følgende autoriserede stednavne:
- Freersvang (bebyggelse, ejerlav)
- Harløse (bebyggelse, ejerlav)
- Harløse Mose (bebyggelse)
- Harløse Overdrev (bebyggelse)
- Klostervang (bebyggelse)
- Lønsgårdshuse (bebyggelse)
- Ny Harløse (by)
- Næbbegård (bebyggelse)
- Tjæreby (bebyggelse, ejerlav)
- Æbelholtsdam (bebyggelse, ejerlav)
- Æbelholtsvang (bebyggelse, ejerlav)